# Tom Curry (Rugbyspieler)
Tom Curry (* 16. Juni 1998 in Hounslow, London) ist ein englischer Rugby-Union-Spieler. Er spielt als Flügelstürmer für die englische Nationalmannschaft und die Sale Sharks.

## Kindheit und Ausbildung
Curry besuchte die Oundle School in Northamptonshire und spielte dort Rugby unter dem Trainer John Olver, der sein Onkel und ehemaliger Nationalspieler Englands ist. Dort wurde er entdeckt und für die U18-Auswahl Englands nominiert.

## Karriere

### Verein
Curry kam erstmals im Oktober 2016 als Achtzehnjähriger im European Champions Cup für die Sale Sharks zum Einsatz, Gegner waren die Scarlets. Er war der jüngste Debütant der Sharks in der Vereinsgeschichte. Im selben Monat wurde er erstmals in der English Premiership eingesetzt, erzielte gleich einen Versuch und wurde so zum drittjüngsten Spieler aller Zeiten, der in der englischen Meisterschaft Punkte erzielt hat. Am Ende seiner ersten Saison erhielt er zusammen mit seinem Zwillingsbruder Ben Curry die Auszeichnung des Jungprofis des Jahres.

### Nationalmannschaft
Curry gab sein Nationalmannschaftsdebüt im Juni 2017 gegen Argentinien mit 18 Jahren und 360 Tagen. Er war damit der jüngste Debütant Englands seit Jonny Wilkinson und der jüngste Flügelstürmer überhaupt in der englischen Nationalmannschaftsgeschichte. Seinen ersten Versuch legte er bei den Six Nations 2019 gegen Wales. Im selben Jahr wurde er für die Weltmeisterschaft nominiert.